# Арлагуль
Арлагуль — село в Лебяжьевском районе Курганской области. Административный центр Арлагульского сельсовета.

## География
Деревня находится на востоке области, в пределах юго-западной части Западно-Сибирской равнины, в лесостепной зоне, при региональной автодороге 37Н-1014, у озера Арлагуль.

### Климат
Климат характеризуется как резко континентальный, с холодной продолжительной малоснежной зимой и тёплым сухим летом. Среднегодовая температура — 2 °C. Средняя температура воздуха самого холодного месяца (января) составляет −17 °C (абсолютный минимум — −48 °С); самого тёплого месяца (июля) — 20 °C (абсолютный максимум — 41 °С). Годовое количество атмосферных осадков — 385 мм, из которых 290 мм выпадает в период с апреля по октябрь. Продолжительность периода с устойчивым снежным покровом равна деревня дням.

## История
До 1917 года центр Арлагульской волости Курганского уезда Тобольской губернии. По данным на 1926 год являлась центром Арлагульского сельсовета Лебяжьевского района Курганского округа Уральской области.

## Население
| 1989 | 2002 | 2010 |
| ---- | ---- | ---- |
| 486  | ↘426 | ↘370 |

По данным переписи 1926 года в селе проживало 590 человек (275 мужчин и 315 женщин), в том числе: русские составляли 99 % населения.

## Инфраструктура
Личное подсобное хозяйство с зоной сельскохозяйственного использования, индивидуальная застройка усадебного типа. По данным на 1926 год состояло из 129 хозяйств. 
Арлагульская средняя общеобразовательная школа. Фельдшерско-акушерский пункт ГБУ Лебяжьевская центральная районная больница. Отделение почтовой связи Арлагуль 641522. Дом культуры, архив, библиотека.

## Транспорт
Автобусное сообщение с райцентром. Остановка общественного транспорта «Арлагуль». 